# Kyra Gantois
Kyra Gantois, née le 17 février 1999 à Gand, est une militante écologiste belge. Avec Anuna De Wever, elle a appelé via les médias sociaux les étudiants à manifester pour le climat à Bruxelles. Depuis l'appel, plusieurs éditions des grèves étudiantes pour le climat ont eu lieu le jeudi. Elle a été porte-parole du mouvement Youth for Climate associé aux grèves.

## Biographie

### Enfance
Elle est originaire de Mortsel.

### Youth for Climate
Leur campagne étudiante Spijbelen voor het klimaat (en français : l'absentéisme pour le climat) a débuté en janvier 2019, après les mouvements internationaux School Strikes 4 Climate et Fridays for Future qui ont vu le jour en août 2018. Ces derniers appelaient les gouvernements du monde entier à lutter contre le réchauffement climatique et la première édition a eu lieu après les vacances d'été du 20 août 2018 à la suite de l'appel de Greta Thunberg. Il a été décidé d'arrêter chaque journée d'école jusqu'aux élections parlementaires suédoises du 9 septembre 2018. En novembre 2018, des actions ont suivi en Australie. Inspirées par cela, Kyra Gantois, âgée de 19 ans, et Anuna De Wever, âgée de 17 ans, ont demandé début janvier via les médias sociaux de faire la même chose tous les jeudis à Bruxelles.
Au début de leur appel, Kyra Gantois et Anuna De Wever ont demandé conseil à Greenpeace pour l'analyse et l'argumentation autour des mesures politiques proposées par le GIEC et le mouvement pour le climat. Elles ont également demandé conseil pour la communication avec les politiciens, la presse et le public. En ce qui concerne l'organisation et la mobilisation pour les grèves climatiques, ils[Qui ?] pourraient également compter sur le soutien logistique de l'organisation environnementale.
La première journée de grève du 10 janvier 2019 a rassemblé 3 000 étudiants à Bruxelles. Dans les semaines qui ont suivi, le nombre de participants est passé de 12 500, le 17 janvier à 35 000 jeunes, le 24 janvier. Les semaines suivantes, des  dizaines de milliers d’élèves ont continué à manifester pour le climat.
Le 29 mai 2019, Kyra Gantois et Anuna De Wever ont remporté le 69e Ark Prize of the Free Word pour leurs actions. Le comité derrière le prix voit dans leurs efforts — et plus largement du mouvement Youth for Climate — une traduction contemporaine du mot libre qui est propagé par une jeune génération[Quoi ?].

### Crise et rupture avec YFC
Fin août 2019, Kyra Gantois quitte le comité de direction de Youth for Climate, déclarant en avoir « marre d'être traitée comme un déchet ». L’organisation elle-même déclare qu'« elle avait du mal à se positionner » dans le mouvement.
En décembre 2019, elle critique, via plusieurs messages sur le réseau social Twitter, le choix fait par des dirigeantes de Youth for Climate, de prolonger leur voyage vers l'Amérique, et de passer une semaine dans les Antilles, assimilant cela à des vacances, alors que la COP25 venait d'être délocalisée du Chili à l'Espagne.

### Vie privée
En octobre 2020, elle annonce interrompre ses études pour s'occuper de sa grand-mère, victime d'un AVC et de la Covid-19. Une fois que celle-ci sera rétablie, Kyra Gantois s'installera au Limbourg auprès de sa nouvelle compagne.

## Documentaire
Elle apparaît dans le documentaire de Nathan Grossman I am Greta, sorti en 2020.